# Sülzbach (Obersulm)

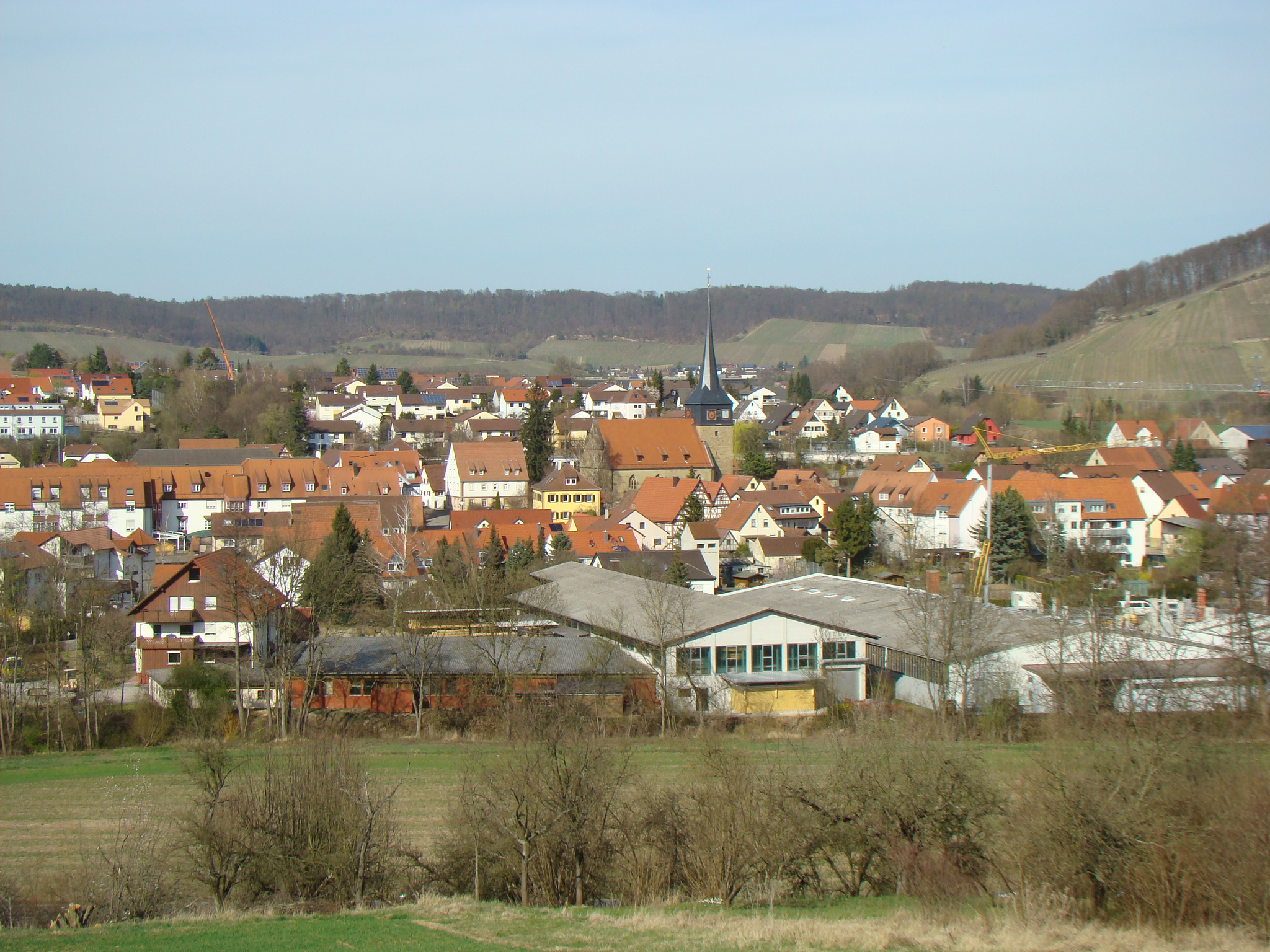
Blick nach Nordnordosten auf Sülzbach vom sulmseitigen Hang des Ketzersbergs

Sülzbach ist der nordwestliche Ortsteil der Gemeinde Obersulm im Landkreis Heilbronn im nördlichen Baden-Württemberg.

## Lage
Die Dorfmitte liegt etwa 4 km östlich der Stadtmitte von Weinsberg im Tal der westnordwestlich laufenden mittleren Sulm, der hier von Norden her der Sülzbach zuläuft. Die Besiedlung erstreckt sich dem rechten Ufer der Sulm entlang. Gegen den rechten Talhang zu endet sie meist an den Geleisen der Bahnstrecke Crailsheim–Heilbronn, die am unteren Hangfuß entlangführt. Der Ortskern liegt im unteren Mündungswinkel des Sülzbachs, in seinem Bereich erstreckt sich die neuere Bebauung über die Bahnlinie hinaus bis auf mittlere Hügelhöhe. Im oberen Mündungswinkel stehen der niedrige Sporn des Altenbergs und der etwas höhere Rauhberg über dem Dorf, ihre süd- und südwestexponierten Hänge sind fast durchweg mit Wein bepflanzt.
Jenseits der Sulm läuft am linken Rand der Flussaue die Talstraße B 39 von Löwenstein her in Richtung Heilbronn, von ihr zweigt die Kreisstraße 2111 ab, die das Dorf durchquert und dann nördlich nach Wimmental führt.

## Geschichte
Im Zuge der Christianisierung des Frankenreichs wurde etwa um die Mitte des 8. Jahrhunderts vom Bistum Würzburg in Sülzbach eine Urpfarrei für das gesamte Weinsberger Tal eingerichtet. Erstmals belegt ist der Ortsname im Öhringer Stiftungsbrief von 1037 („Sulcibach“).
Bis zur Mitte des 15. Jahrhunderts waren die Herren von Weinsberg die bestimmenden Grundherren in Sülzbach, durch Würzburger Lehen, vielleicht auch durch Eigenbesitz. So schlichtete 1276 Engelhard von Weinsberg einen Streit zwischen dem Kloster Lichtenstern und dem Sülzbacher Müller. Im Jahr 1323 vergab der Bischof von Würzburg den Ort als Lehen an Konrad IV. von Weinsberg. Im August 1345 schenkten die Weinsberger die Sülzbacher Kirche dem Kloster Schöntal. Wegen wachsender Verschuldung veräußerten die Weinsberger in den folgenden Jahrzehnten weiteren Besitz in Sülzbach an verschiedene neue Herren wie den Pfalzgrafen Ludwig (1412), das Kloster Schöntal (1408; 1447), Pfalzgraf Otto von Mosbach (1423), Schletz von Hall (1425), Hans von Hemmingen (1438) und Seyfried von Venningen (1440). Kurz vor seinem Tod, durch den die Herrschaft Weinsberg an die Kurpfalz kam, hatte Konrad IX. im Jahr 1447 seine verbliebenen Zehntrechte in Sülzbach an das Kloster Schöntal überschrieben, das in der Folgezeit in Sülzbach im Wesentlichen das Sagen hatte.
Im Jahre 1490 besaß das Kloster in Sülzbach alle wesentlichen Einkünfte sowie den Schöntaler Klosterhof mit 30 Morgen Ackerland und die Dorfkelter. Weitere Grundeigentümer am Ort waren das Heilbronner Klarakloster sowie die Kurpfälzer.
Weil sich Württemberg auf Seiten der bayrischen Wittelsbacher am Landshuter Erbfolgekrieg beteiligt hatte, fielen das Weinsberger Amt und damit auch Sülzbach 1504 unter württembergische Herrschaft. Im Verlauf des Bauernkriegs wurde Sülzbach neben anderen Dörfern im Weinsberger Tal auf Beschluss des Strafgerichts des Schwäbischen Bundes zur Strafe für die Weinsberger Bluttat vom 14. April 1525 am 21. Mai 1525 in Brand gesetzt – von 41 hiesigen Hofstätten fielen 8 Häuser und das „halb thayl“ eines weiteren dem Brand zum Opfer.
Am 1. Januar 1975 wurde Sülzbach nach Obersulm eingemeindet.

## Wappen
Die Blasonierung des Sülzbacher Wappens lautet: In Silber über einem erniedrigten blauen Wellenbalken eine blaue Traube mit zwei grünen Blättern.
Das Sülzbacher Wappen wurde 1939 von der Gemeinde angenommen und geht auf einen Vorschlag der württembergischen Archivdirektion aus demselben Jahr zurück. Die Traube symbolisiert den Weinbau, der blaue Wellenbalken steht für den zweiten Teil des Ortsnamens. Das Wappen wurde der Gemeinde am 22. Februar 1963 vom baden-württembergischen Innenministerium nachträglich verliehen.

## Sehenswürdigkeiten

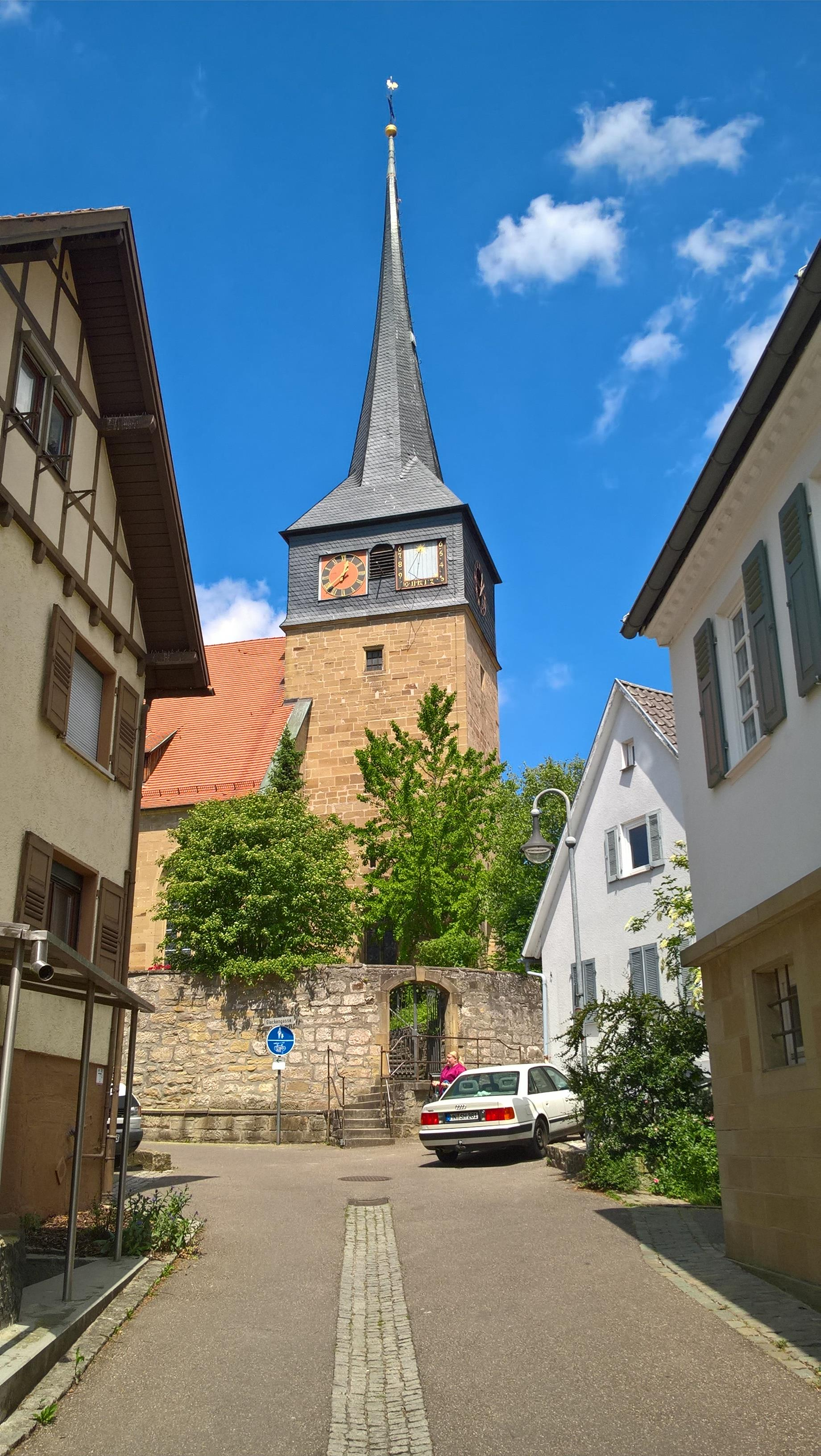
Kilianskirche Sülzbach

- Die evangelische Kilianskirche ist die Urkirche des Weinsberger Tals, gegründet gegen Ende des 8. Jahrhunderts unter Würzburger Einfluss. Die Vorgängerkirchen aus Holz wurde um 1150 durch einen romanischen Steinbau ersetzt, der später zu einer Wehrkirchenanlage mit Umfriedung aus- und im 14. Jahrhundert gotisch umgebaut wurde. Im Unterbau des Chorturms gibt es romanische und gotische Steinmetzzeichen. Die Kirche wurde 1619 vom herzogliche Kirchenbaumeister Friedrich Vischlin im Stil der Renaissance umgebaut und im 17. Jahrhundert mehrfach reich im Inneren mit Rollwerk- und Beschlagwerk und dekorativen Holzarbeiten ausgeschmückt. Der bedeutendste Kunstschatz der Kirche ist eine als Hochrelief geschnitzte Grablegungsgruppe am Altar aus der Zeit um 1480, bemerkenswert sind außerdem das schmuckvolle, an der Nordwand angebrachte Oettinger-Epitaph von 1626 und das meisterhafte, aber reparaturanfällige Traggerüst des nadelspitzen Kirchturms. Das Glasgemälde im Chorfenster wurde 1895 in der Münchner Werkstatt von Christian Heinrich Burckhardt entworfen und ausgeführt und zeigt die Kreuzigung Jesu.[4] Die Kilianskirche gehört zur evangelischen Kirchengemeinde Sülzbach[5] im Kirchenbezirk Weinsberg-Neuenstadt der Evangelischen Landeskirche in Württemberg. Im von einer Wehrmauer umgebenen Kirchhof befindet sich eine Kopie des Beheim-Sühnekreuzes, neben der Kirche befindet sich ein barockes Pfarrhaus.
- In der Ortsmitte ist das Alte Schul- und Rathaus.

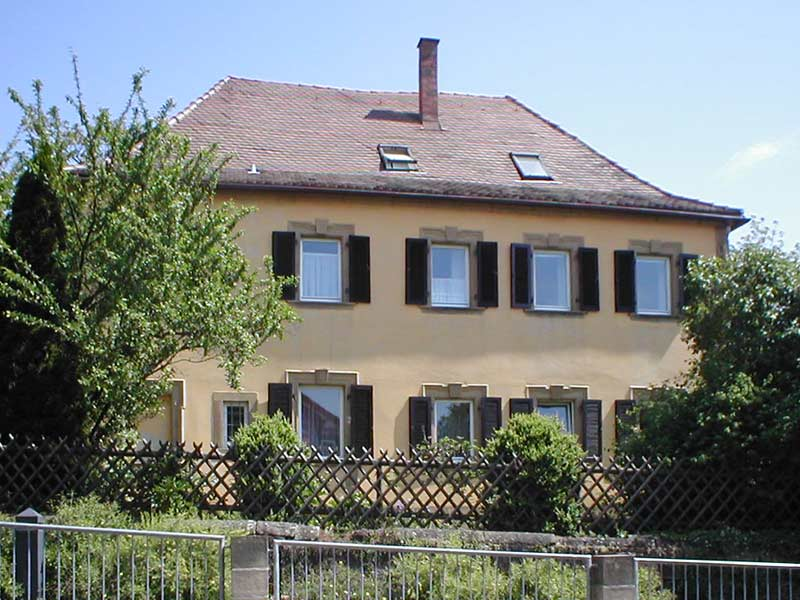
Pfarrhaus
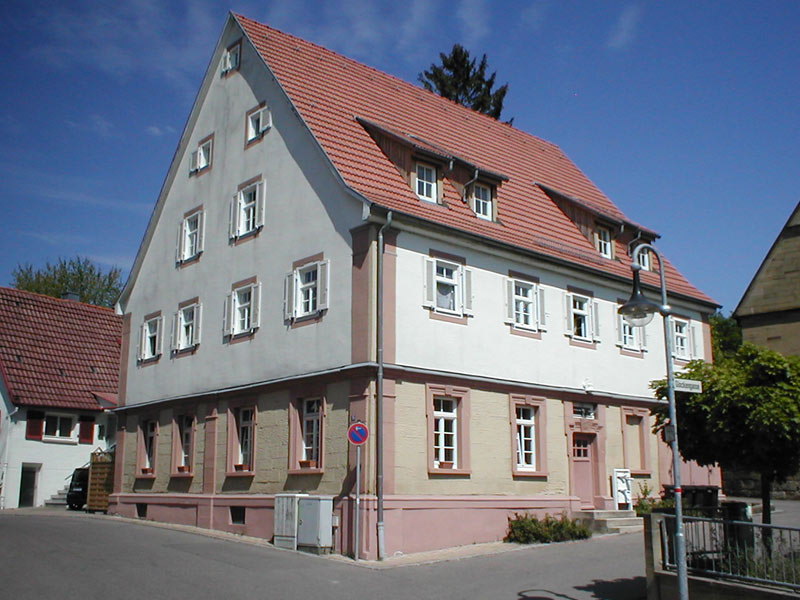
Altes Schul- und Rathaus
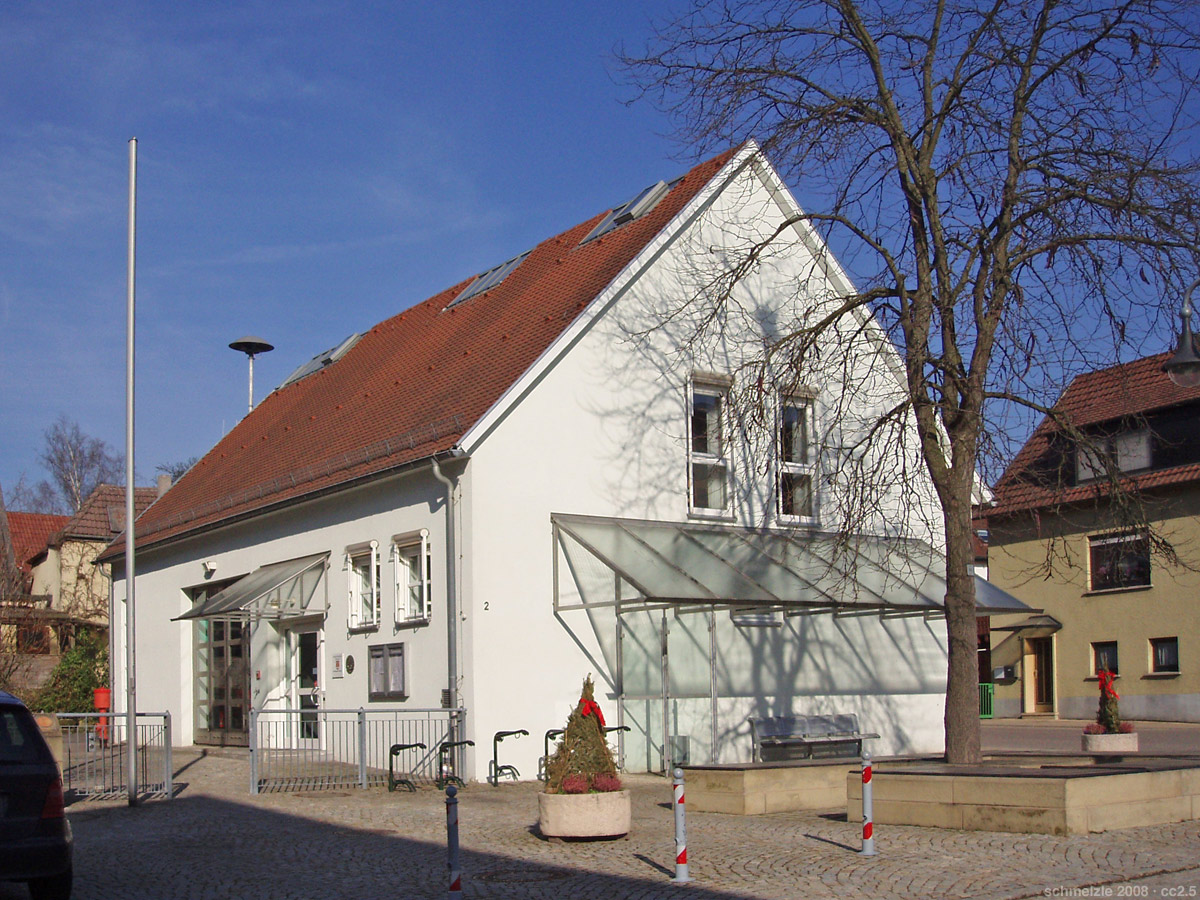
Feuerwehrhaus mit Bürgerbüro

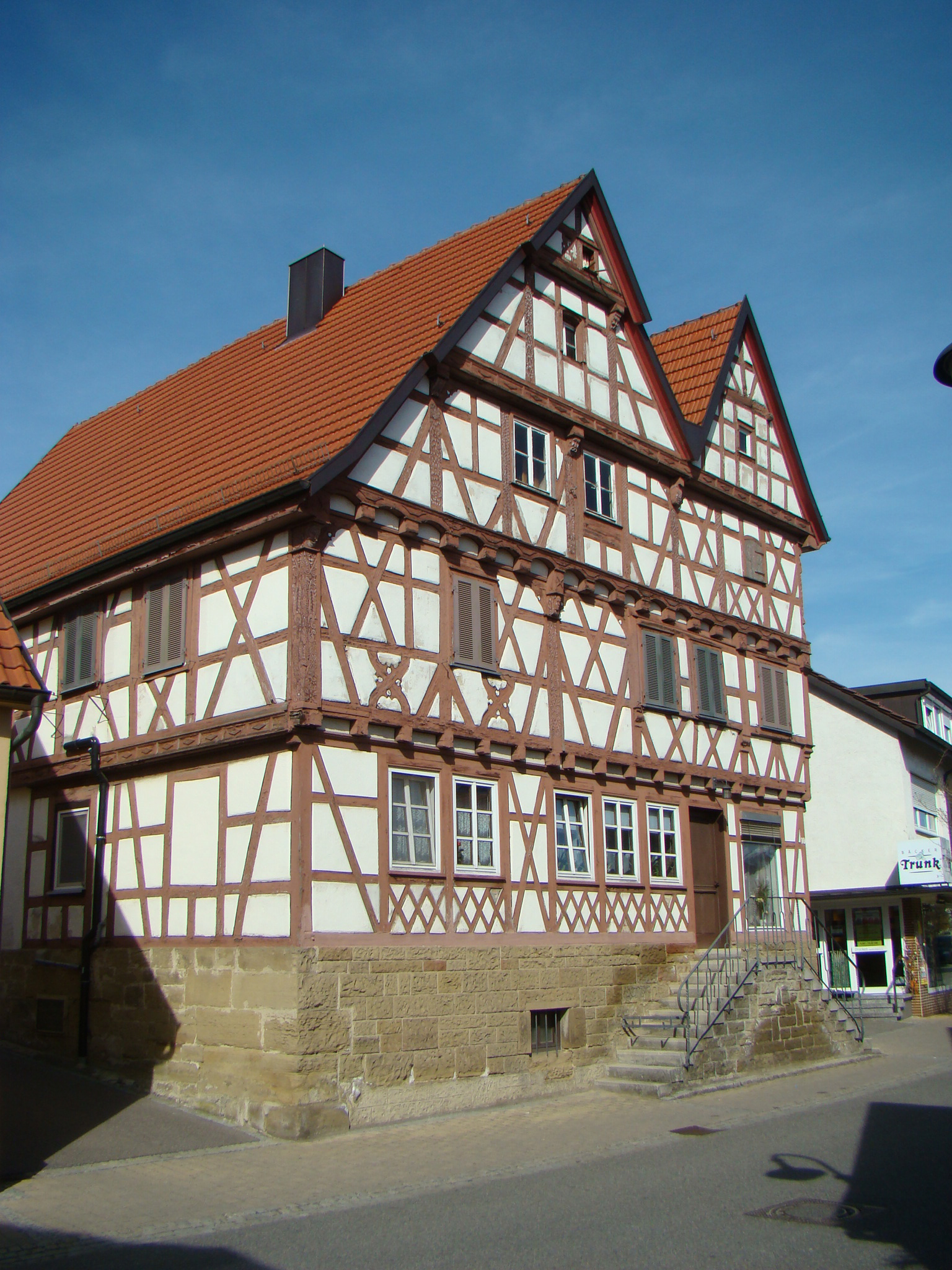
Oettingerhaus

- In Sülzbach befinden sich außerdem mehrere sehenswerte Fachwerkgebäude, darunter vier prächtige Anwesen mit Zierfachwerk in der Eberstädter Straße, die bis 1556 zurückdatieren und zu denen auch der ehemalige Schöntaler Klosterhof mit Alter Kelter von 1790 zählt, sowie das Oettingerhaus in der Hauptstraße, das einst von der wohlhabenden Familie Oettinger bewohnt wurde, von der sich mehrere Grabmale in der Sülzbacher Kilianskirche erhalten haben.

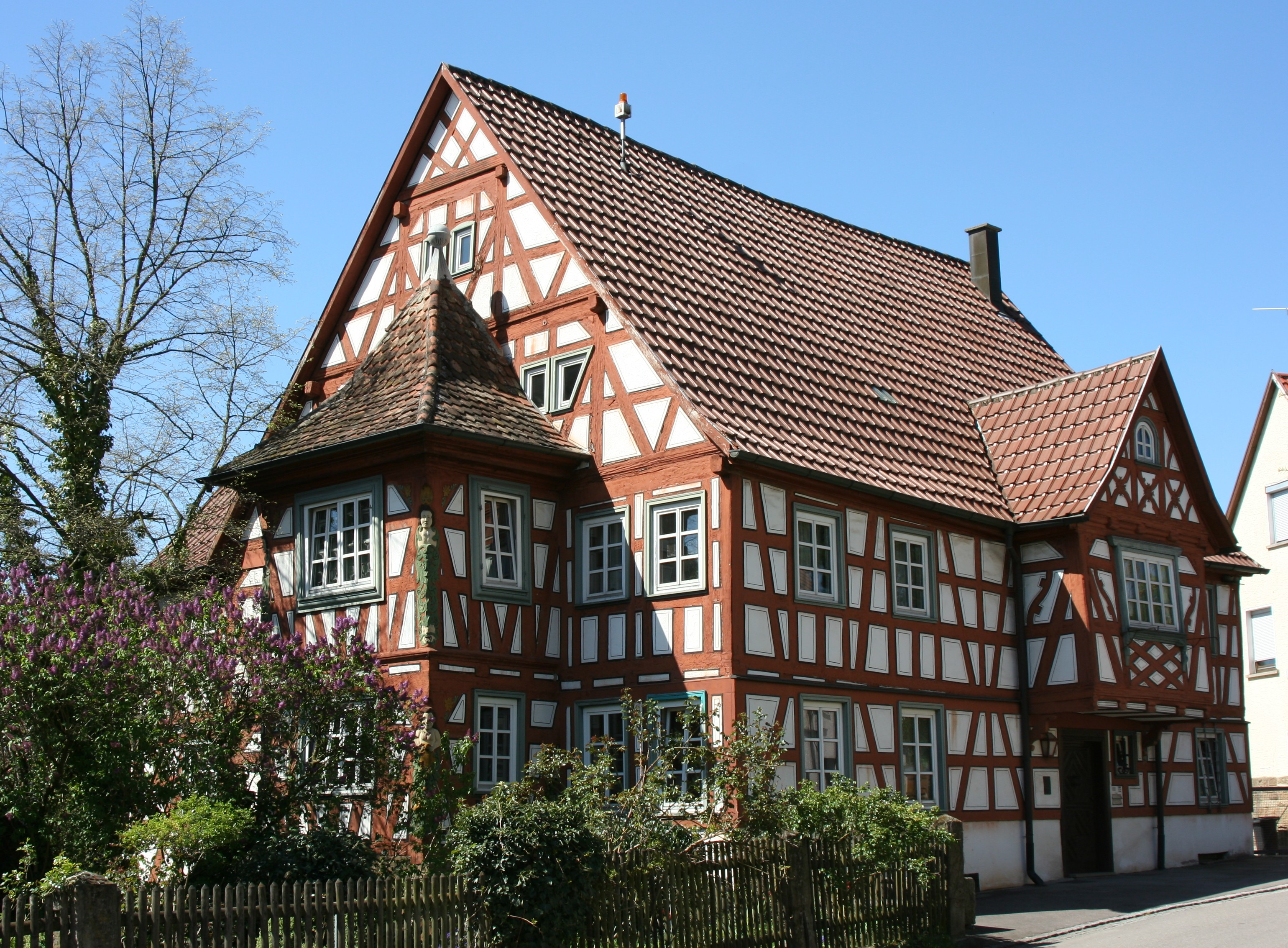
Fachwerkhaus Eberstädter Str. 11 (1684)
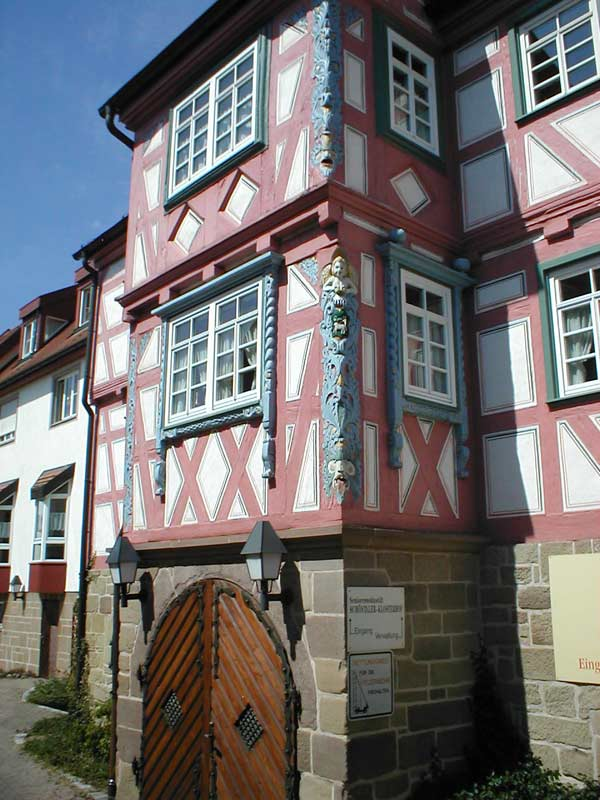
Zierfachwerk Eberstädter Str. 7
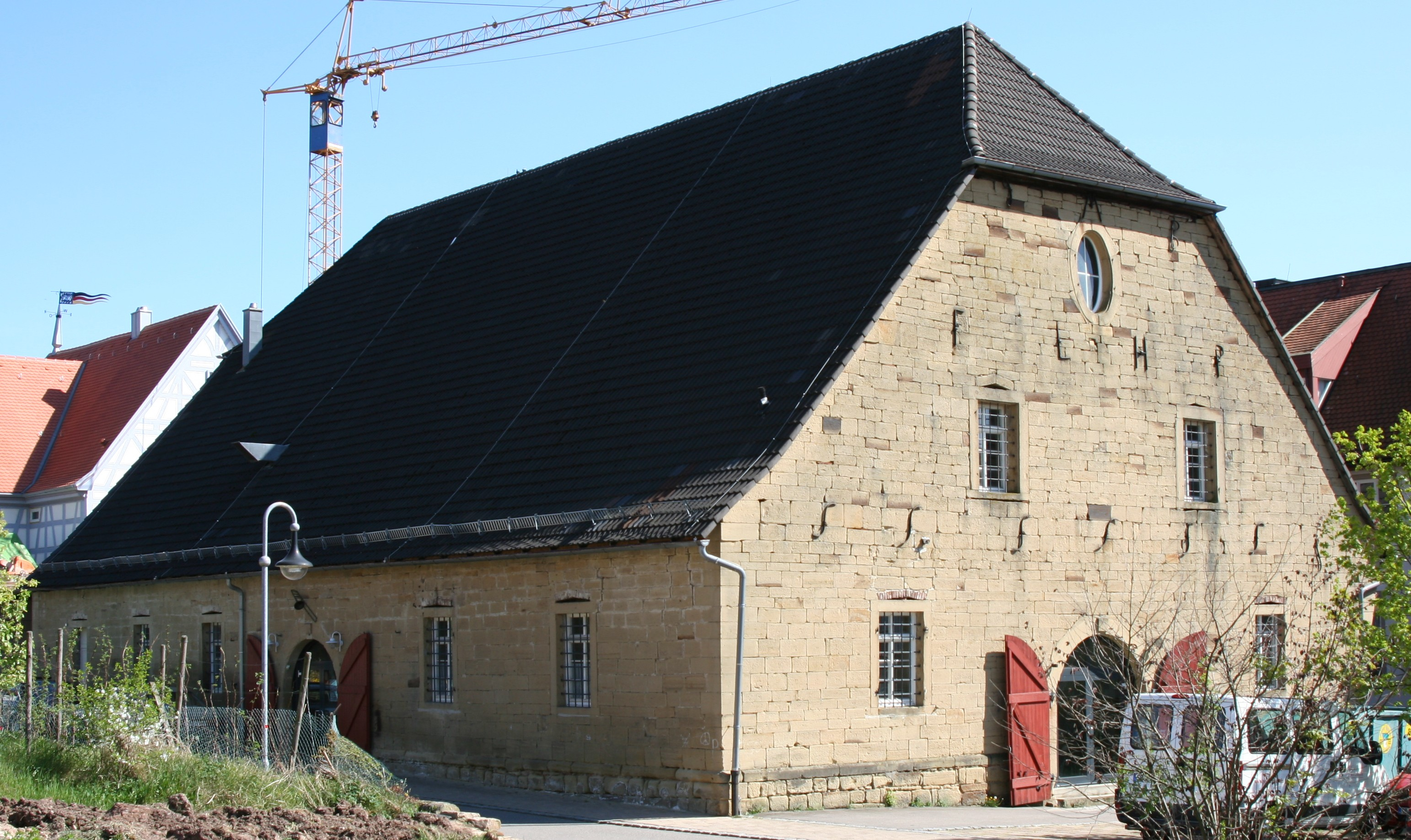
Alte Kelter von 1790 in Sülzbach